# Santa María de Jesús
Santa María de Jesús är en kommunhuvudort i Guatemala.   Den ligger i kommunen Municipio de Santa María de Jesús och departementet Departamento de Sacatepéquez, i den södra delen av landet, 27 km sydväst om huvudstaden Guatemala City. Santa María de Jesús ligger 1 667 meter över havet och antalet invånare är 15 529.
Terrängen runt Santa María de Jesús är kuperad norrut, men söderut är den bergig. Runt Santa María de Jesús är det tätbefolkat, med 913 invånare per kvadratkilometer. Närmaste större samhälle är Mixco, 18,2 km nordost om Santa María de Jesús. I omgivningarna runt Santa María de Jesús växer huvudsakligen savannskog.